# VK (společnost)
VK (do 12. října 2021 Mail.ru Group) je ruská internetová společnost. Její webové stránky navštíví každý měsíc 86 % ruských uživatelů internetu. Vznikla roku 1998 jako webmailová služba, dnes vlastní mimo jiné populární sociální sítě VK, Odnoklassniki a Moj Mir, služby pro instant messaging Mail.Ru Agent a ICQ, portál a e-mailovou službu Mail.ru a řadu on-line her.